# Megachile coquilletti
Megachile coquilletti är en biart som beskrevs av Cockerell 1915. Megachile coquilletti ingår i släktet tapetserarbin, och familjen buksamlarbin. Inga underarter finns listade i Catalogue of Life.